# Rivière Hart Jaune
Pour les articles homonymes, voir Rivière Jaune et Hart.
La rivière Hart Jaune (innu-aimun : Uishauneu Shipu)) est une rivière de la région administrative de la Côte-Nord, au Québec, Canada.  Elle prend sa source dans le Petit lac Manicouagan et se déverse dans le réservoir Manicouagan.

## Hydroélectricité
La rivière Hart Jaune alimente la centrale hydroélectrique du même nom.  Cette centrale a une puissance installée de 50 mégawatts et fut mise en service en 1960.  Sa production servait à l'origine à alimenter la ville minière de Gagnon et les installations de la Compagnie Minière Québec Cartier.  Avec la fermeture la mine et de la ville, la centrale devint propriété d'Hydro-Québec.  Elle est maintenant raccordée au réseau Québécois via une ligne à 161 kilovolts la reliant aux installations de Fermont.

## Toponymie
Le mot hart équivaut à une fine branche dénuée de ses feuilles et dans ce cas-ci, il désignerait un aulne ; un hart jaune est un aulne rugueux.

## Images

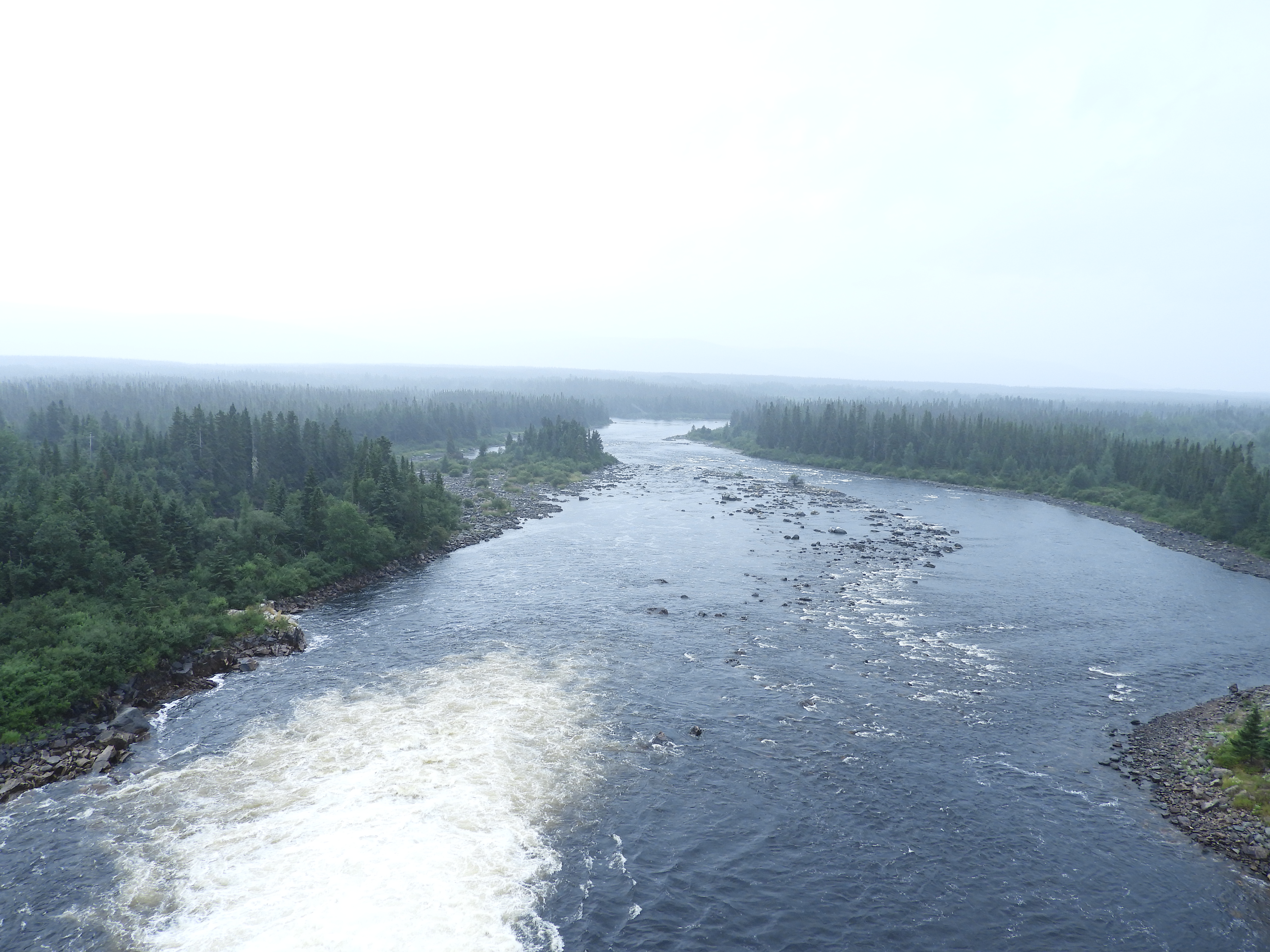
Vue du barrage
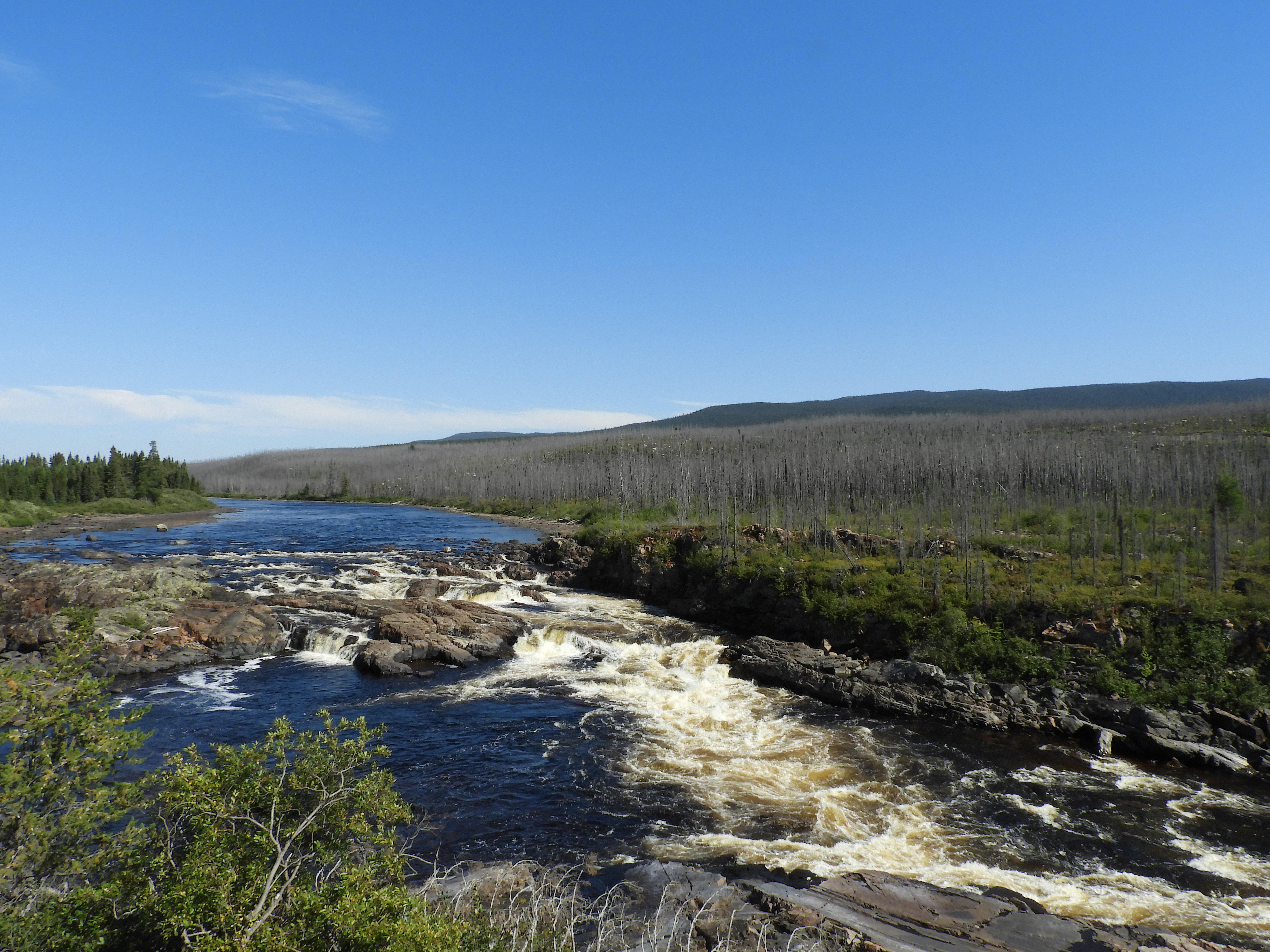
La chute visible du nouveau pont de la route 389
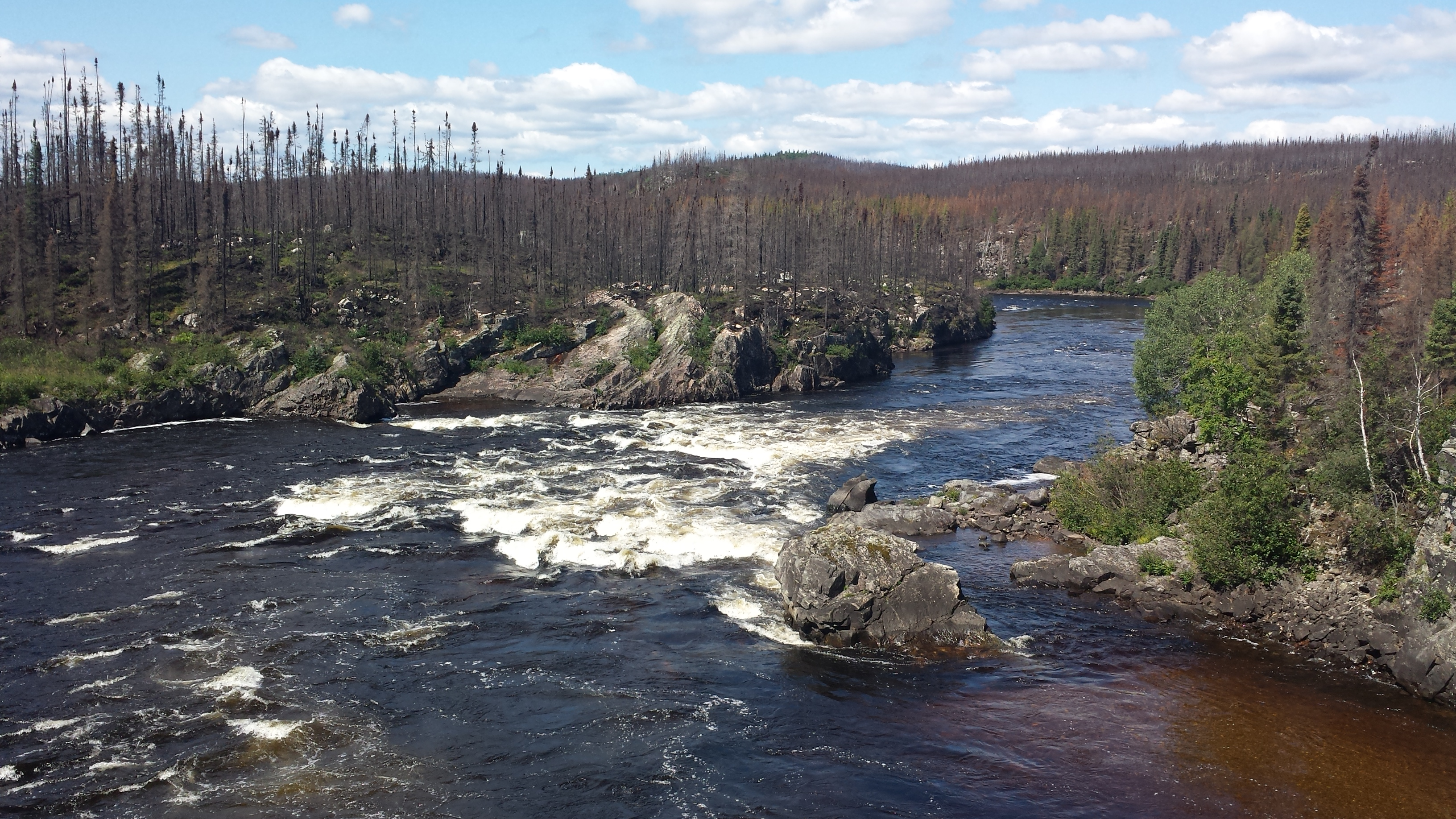
Vue de l'ancien pont de la route 389
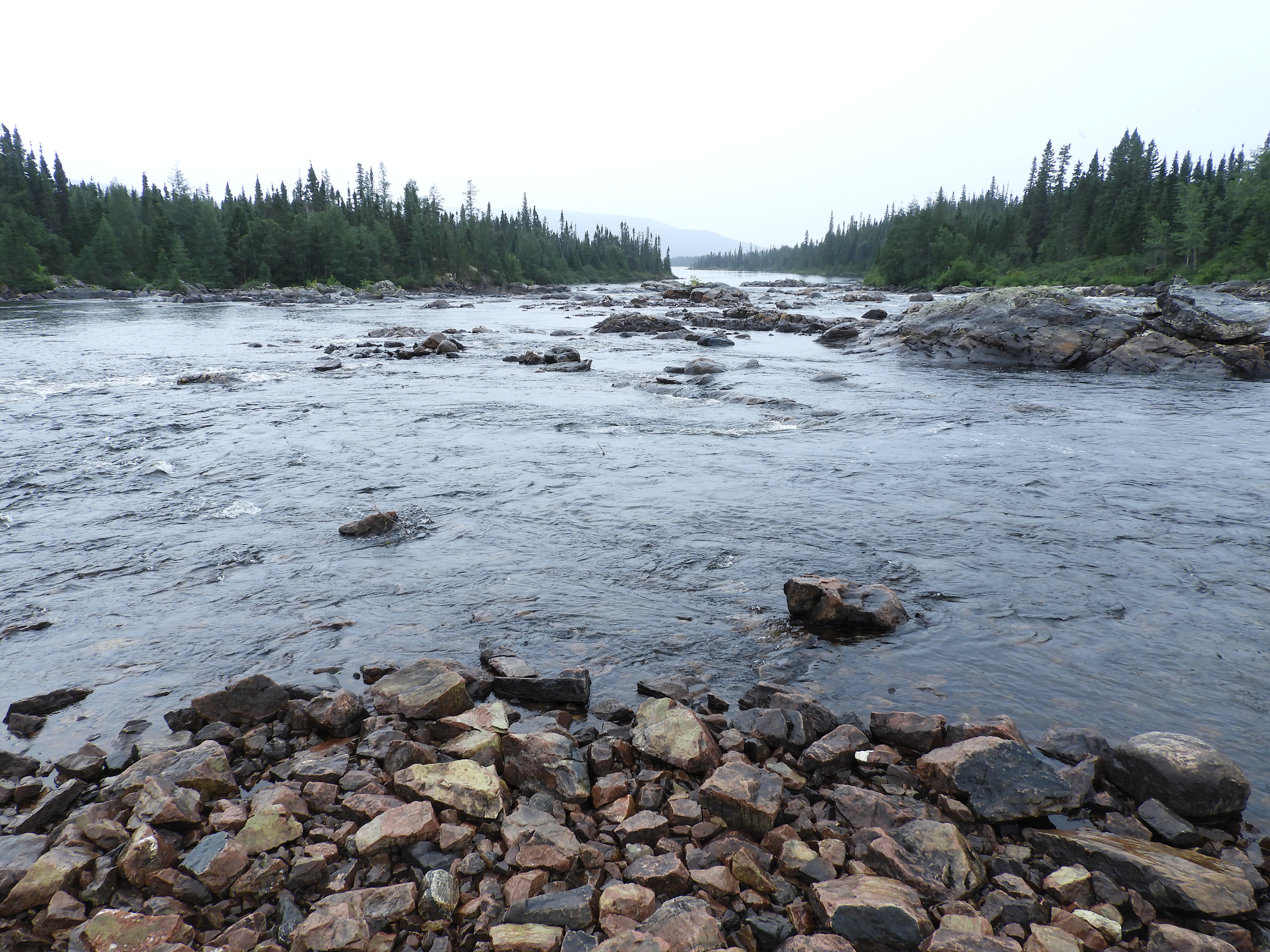
Cours supérieur